# جان فلاناگان (بازیکن فوتبال)
جاناتان پاتریک فلاناگن (انگلیسی: Jonathon Patrick Flanagan؛ زاده ۱ ژانویهٔ ۱۹۹۳) بازیکن فوتبال اهل انگلستان است. او اولین بازی خود برای لیورپول را در مقابل منچستر سیتی انجام داد که آن بازی با نتیجهٔ ۰–۳ به سود لیورپول به پایان رسید. او خواهر زادهٔ برادلی اور بازیکن تیم کویین پارک رنجرز است.